# Das EFX
Das EFX es un grupo estadounidense de hip-hop. Se trata de MC "Skoob" también conocido como Books (libros), nació con el nombre de William "Willie" Hines, el 2 de enero de 1971 y Dre también conocido como "Krazy Drayzy", su nombre original es Andre Weston, nacido el 1 de junio de 1972. Esta agrupación se hizo popular en la década de 1990 debido a su afiliación con Parrish Smith (PMD) de EPMD`s Hit Squad y corriente de pensamiento conocida como "stream of consciousness"(Monólogo), que se convirtió en uno de los estilos líricos más influyentes en la música hip-hop durante la década de 1990. Su estilo combinados líneas a veces sin sentido con un toque de música ragga con un sonido rápido de influencia del ritmo reggae (que incluye palabras que terminan con "iggedy") y numerosas referencias a la cultura pop.

## Historia
El Miembro del Grupo de Skoob es oriundo de Brooklyn, Nueva York, mientras que Krazy Drayzy es oriundo de Teaneck, Nueva Jersey, pero los dos se reunieron en la Universidad Estatal de Virginia en 1988 y comenzaron a actuar juntos. Se llamaron así mismos "Das": por la combinación de "Drayz And Skoob" y "EFX", que significa "efectos". Das EFX llamó la atención de EPMD en un show de talento local, donde, a pesar de perder la competición, que hicieron lo suficientemente bien como para convencer a EPMD a firmar a un contrato de grabación. El dúo se hizo famoso por su estilo crítico a lo comercial con el lanzamiento de su segundo álbum de debut, Dead Serious, que puso de manifiesto su estilo de rap inusual con el apodo de "sewage".
Dead Serious fue disco de platino y su sencillo, "They Want EFX" (que contiene "samples"/cortes de James Brown, Blind Man Can See It", y Malcolm McLaren, "Buffalo Gals") alcanzó el top 10 de la revista Billboard R & B chart, y el Top 40 en su Hot 100 lista de Sencillos, también fue el # 1 en la lista de canciones de Rap. Le siguieron los sencillos "Mic Checka" y "Straight Out La Cloaca" que no aparecieron en la lista de éxitos Hot 100, pero alcanzó el # 1 y # 3 en la lista canciones de Rap, respectivamente.
El dúo también hizo una aparición especial con Ice Cube en el exitoso sencillo "Check Yo Self". La canción alcanzó el # 20 en el Hot 100 y # 1 en la lista canciones de rap. Su estribillo de "Chiggedy-check yo self before you wriggedy-wreck yo self" se convirtió en un lema en 1993. La canción ha aparecido desde entonces en el videojuego Grand Theft Auto: San Andreas, que reproducen en la emisora Radio Los Santos.
Desde el momento de su debut en 1992 y 1993, varios elementos de su estilo fueron adoptadas por otros artistas de hip hop, incluyendo el Lords of the Underground, The Fu-Schnickens, Kris Kross, Common e incluso, en menor medida, Public Enemy. El estilo "iggedy" También se hace referencia en la canción del grupo de R&B BLACKstreet en 1996 con "No Diggity" y con "Diggity" que significa "duda". Esta frase también se hizo popular en el momento.
A medida que su carrera progresaba, Das EFX mostraba un estilo único y distinto que se hizo más común a medida que otros artistas comenzaron a imitarlos, entre ellos un joven llamado Jay-Z. Desbaratado por la popularidad de su propio estilo, el dúo disminuyó su ritmo de flujo rápido, elimina el prefijo "iggedy" y restó importancia a su contenido de dibujos animados en su segundo álbum, Straight Up Sewaside. Sin embargo, en la época de su tercer álbum, Hold It Down (que fue mucho menos éxito comercial de su álbum debut), Das EFX se encontraron atrapados en medio de la desintegración de EPMD, esto los condujo a una ausencia de tres años de grabación. Volvieron en 1998 con el álbum Generation EFX y siguió en 2003 con el álbum "How We Do", ambos fueron vapuleados por los críticos. Das EFX continuaro grabando y realizando actuaciones a día de hoy a un culto mucho más pequeño aún dedicado siguiente.
En 2006, después de una pausa, Das Efx pasó varias giras internacionales con DJ Rondevu.
En 2007, el grupo apareció en el remix de Nas "Where are They Now" y sigue su gira el mundo sobre una base regular.
En 2007, el grupo tenía una gran gira europea y ha actuado en Serbia, Italia, Bulgaria, Hungría, España, Alemania, Japón, Chile, Colombia y muchos países más.

## El Show de Chappelle
El comediante Dave Chappelle ha hecho numerosas referencias a un estilo único Das EFX y letras de canciones en Sketches de su popular su Chappelle`s Show
. En un Sketch de Chappelle un adolescente le dice a su novia "yo riggity-realize that I liggity-I love you". En otro, Chappelle, como el presidente George W Bush anunció que un país llamado "Riggity-Row" se unirán a la Coalición de la voluntad. En otro esquema, Chappelle como presentador de noticias que anuncia la apertura de letras de canciones de "They Want EFX" como un informe especial.

## Discografía
| Album information |
| --- |
| Dead Serious - Edición: 7 de abril de 1992 - Clasificación: Platinum - Billboard 200 chart position: #16 - R&B/Hip-Hop chart position: #1 - Sencillos: "They Want Efx"/"Jussummen", "Mic Checka", "Straight From Da Sewer" |
| Straight Up Sewaside - Edición: 16 de noviembre de 1993 - Billboard 200 chart position: #20 - R&B/Hip-Hop chart posición: #6 - Sencillos: "Freakit"/"Gimme Dat Microphone", "Baknaffek", "Kaught In Da Ak"/"It'z Lik Dat"  |
| Hold It Down - Edición: Septiembre 26, 1995 - Billboard 200 chart position: #22 - R&B/Hip-Hop chart position: #4 - Sencillos: "Real Hip-Hop"/"No Diggedy", "Microphone Master"                                             |
| Generation EFX - Edición: 24 de marzo de 1998 - Billboard 200 chart position: #48 - R&B/Hip-Hop chart position: #10 - Sencillos: "Rap Scholar"                                                                             |
| How We Do - Edición: Septiembre 23, 2003 - Billboard 200 chart position: - R&B/Hip-Hop chart position: - Sencillos: "East Coast Husslaz"/"How We Do"                                                                       |